# Joan I d'Alençon
Joan I d'Alençon († 1191), de la casa de montgommery-Bellême, va ser comte d'Alençon de 1171 a 1191. Era fill de Guillem III Talvas, senyor d'Alençon i comte de Ponthieu, i d'Elena de Borgonya.

## Biografia
Va succeir al seu pare el 1171 i va morir el 24 de febrer de 1191.

## Matrimoni i fills
Es va casar amb Beatriu del Maine, filla d'Elies II del Maine, comte del Maine, i de Filipa de Perche. D'aquest matrimoni va tenir a:
- Joan II († 1191), comte d'Alençon
- Robert III († 1217), comte d'Alençon
- Guillem IV d'Alençon († 1203)
- Alix, casada amb Hug II, vescomte de Châtellerault, i després amb Robert Malet, senyor de Graville.
- Èlia, casada amb Robert FitzErneis
- Felipa,[1] casada amb Guillem III de Roumare († 1198), comte de Lincoln; després amb Guillem Malet, senyor de Graville; i després amb Guillem de Préaux († 1223).